# Maïté Bouyssy
Maïté Bouyssy (à l'état civil Marie-Thérèse Bouyssy), née en 1945, est une historienne française, maître de conférence honoraire à l’Université de Paris 1 Panthéon-Sorbonne, spécialiste de la construction culturelle du politique au XIXe siècle et des rapports entre littérature et politique. 

## Biographie
Originaire de Monviel dans le Lot-et-Garonne, Maïté Bouyssy a intégré l’ENS de Fontenay-aux-Roses (L, 1963). École primaire effectuée à Caudéran, secondaire au Lycée Mondenard (aujourd'hui lycée Camille Jullian) de Bordeaux.
Elle a travaillé sous la direction d’Alphonse Dupront sur Le Musée de Bordeaux, étude psycho-sociologique d’une société de Lumières, 1783-1789, (DES, Sorbonne, 1967, AUDIR Hachette, 1973) et de François Furet pour Livre et société au XVIIIe siècle (Mouton SEVPEN,1970).
Bibliothécaire-documentaliste en lycées à Pontoise, à l’annexe Huchard du lycée Lamartine (Paris 9e) et au lycée Turgot (Paris 3e), puis, agrégée d’histoire en 1974, elle a enseigné en collège à Arnouville-lès-Gonesse (1975-1982) et au lycée Hector Berlioz de Vincennes (1982-1991) ; rattachée au CNRS, 1992-1994, Centre d’études de la langue et de la littérature françaises des XVIIe et XVIIIe siècles (Paris IV-CNRS, dir. de Marc Fumaroli), elle enseigna de 1995 à 2010, comme maître de conférences à l’Université de Paris 1 Panthéon-Sorbonne, rattachée Centre de Recherches en histoire du XIXe siècle, Université de Paris 1 Panthéon Sorbonne.
Membre des comités de rédaction de La Quinzaine littéraire depuis 1993, et de En attendant Nadeau, elle a publié de nombreux comptes-rendus critiques de livres d’histoire et de sciences humaines.

## Recherches
Repartie de travaux sur la rhétorique politique parlementaire lors de la Loi Goblet de 1886 (DEA 1988 sous la direction d’Antoine Prost, Paris 1) avant de soutenir une thèse « Trente ans après, Bertrand Barère sous la Restauration ou la rhétorique de Ténare » (dir. Alain Corbin), elle a poursuivi en histoire culturelle du politique au XIXe siècle. Habilitée à diriger des recherches en 2002 sous l’autorité de Gilles Pécout ; elle a produit plus d’une trentaine d’articles scientifiques sur le monde politique et culturel de Barère et de la Révolution française, et travaillé selon plusieurs axes :
- La rhétorique politique
- Le « moment frénétique français » 1824-1834, moment clé de la construction culturelle du champ politique contemporain
- Le dialogue Paris-Province, centre et périphérie, Dire et voir l’espace national au XIXe siècle selon divers angles, de l’alphabétisation à la littérature occitane (voir Revue de l’Agenais)
- Les images modestes de l’assiette industrielle historiée

## Publications
- Le Musée de Bordeaux, étude psycho-sociologique d’une société de Lumières, 1783-1789, AUDIR Hachette, 1973
- Trente ans après: Bertrand Barère sous la Restauration ou la rhétorique du Ténare, thèse de Doctorat de l’Université de Paris I, 1992, microfiches PUL, Lille[7]
- La plus dangereuse des liaisons, pamphlets signés Choderlos de Laclos. Préf. Jacques Damade, appareil scientifique et post-face Maïté Bouyssy, 1993[8]
- La guerre des rues et des maisons, Maréchal Bugeaud, présenté par Maïté Bouyssy, J.-P. Rocher, 1997[9].
- Jasmin, Actes du colloque CELO, Agen, 1998, (préf., coéd. Claire Torreilles et François Pic), William Blake & Co, 2002
- Puissances du gothique, entre formes et symboles, Société et représentation no 20, 2005
- Vincenzo Cuoco, des origines politiques du XIXe siècle, (dir.), Éditions de la Sorbonne, 2009
- Philippe Desloubières, sculptures, Help Art, 2009
- L’urgence, l’horreur et la démocratie, essai sur le moment frénétique français, 1824-1834, Éditions de la Sorbonne, 2012.
- Bertrand Barère, 1755-1841, dir. actes du colloque de Tarbes, 2005, association Guillaume Mauran, 2012
- Un media de faïence, l’assiette industrielle imprimée, avec Jean-Pierre Chaline, Éditions de la Sorbonne 2012[10],[11],[12].
- Une histoire culturelle de la Révolution, « Le Salon imaginaire ou le XXe siècle de Bertrand Barère », Éditions de la Sorbonne, 2016[13]
- La guerre des rues et des maisons, traité de contre-guérilla urbaine / Maréchal Bugeaud, manuscrit présenté par Maïté Bouyssy, éd. Chryséis, 2021
- Rue Transnonain, le 14 avril 1834, Un massacre à la française, Lambert-Lucas, Limoges, 2024[14]

### Collaboration à des ouvrages
- Christine Fauré (dir.), Encyclopédie politique et historique des femmes, PUF, 1997[15].
- Vincenzo Cuoco, Histoire de la révolution de Naples, Ristampa anastatica della traduzione di Bertrand Barère (1807), Naples, Vivarium, 2001, préface d'Anna Maria Rao et Maïté Bouyssy[16].
- Pierre Serna et Véronique Le Ru (dir.), Dictionnaire historique et critique des animaux, Éditions Champ Vallon, 2024[1].